# ディズニーが所有しているチャンネルのリスト
この記事は、ウォルト・ディズニー・カンパニーが所有しているすべてのチャンネルのリストである。

## 未就学児向け
- ディズニージュニア

### 過去に放送していたもの
- ABCキッズ
- プレイハウス・ディズニー

## 小学生向け
- ディズニーXD
- ディズニー・チャンネル・サタデー・モーニング
- ディズニージュニア

### 過去に放送していたもの
- ジェティックス
- トゥーン・ディズニー
- プレイハウス・ディズニー
- ディズニー・アフタヌーン

## 中学生/高校生/若者/家族向け
- ディズニー・チャンネル
- ESPN
- ESPN2
- ESPニュース
- ABCニュースプラス
- アイウィットネス・ニュース・チャンネル
- ミュージック・チョイスのラジオ・ディズニー
- ESPNU
- ESPN Classic
- ABC
- Dlife

### 過去に放送していたもの
- フリーフォーム

## 大人向け
- ABC
- ABCファミリー
- ABCニュースプラス

### 過去に放送していたもの
- SOAPネット

## 関連事項
- ディズニー・チャンネル・アラウンド・ザ・ワールド
- ウォルト・ディズニー・テレビジョン
- ウォルト・ディズニー・テレビジョン・アニメーション
- ディズニーABCドメスティック・テレビジョン
- ABCスタジオ
- ファミリー (TVチャンネル)
- List of assets owned by Disney
- Fox Kids